# Władysław Stasiak
Wladyslaw Augustyn Stasiak (15. březen 1966, Vratislav, Polsko – 10. duben 2010, Pečersk, Rusko) byl polský politik.

## Životopis
Narodil se ve Vratislavi. Vystudoval historii a veřejnou správu na Vratislavské univerzitě. V letech 1993 až 2002 pracoval na Nejvyšším kontrolním úřadu. Od listopadu 2002 byl náměstkem primátora Varšavy – Lecha Kaczyńského. Od listopadu 2005 do května 2006 byl státním podtajemníkem na ministerstvu vnitra. Od srpna 2006 byl náčelníkem Úřadu národní bezpečnosti (BBN) a tajemník Rady národní obrany. V období srpna až listopadu 2007 byl ministrem vnitra ve vládě Jarosława Kaczyńského. Od listopadu 2007 byl opět náčelníkem BBN. V lednu 2009 byl z této funkce odvolán a byl jmenován vedoucím Kanceláře prezidenta republiky.
Zahynul při leteckém neštěstí u ruského Smolensku 10. dubna 2010. Posmrtně obdržel Velitelský kříž s hvězdou Řádu Polonia Restituta (Krzyż Komandorski z Gwiazdą Orderu Odrodzenia Polski). Byl pochován na hřbitově, 'Cmentarzu Wojskowym na Powązkach', ve Varšavě.

## Vyznamenání
| Stát        | Stuha | Název                                                 | Datum udělení   |
| ----------- | ----- | ----------------------------------------------------- | --------------- |
| Francie     |       | Rytíř Národního řádu za zásluhy                       | 2007            |
| Maďarsko    |       | Komtur Záslužného řádu Maďarské republiky             | 19. března 2009 |
| Polsko      |       | Velkodůstojník Řádu znovuzrozeného Polska in memoriam | 16. dubna 2010  |
| Portugalsko |       | Velkokříž Řádu za zásluhy                             | 2008            |

## Fotogalerie

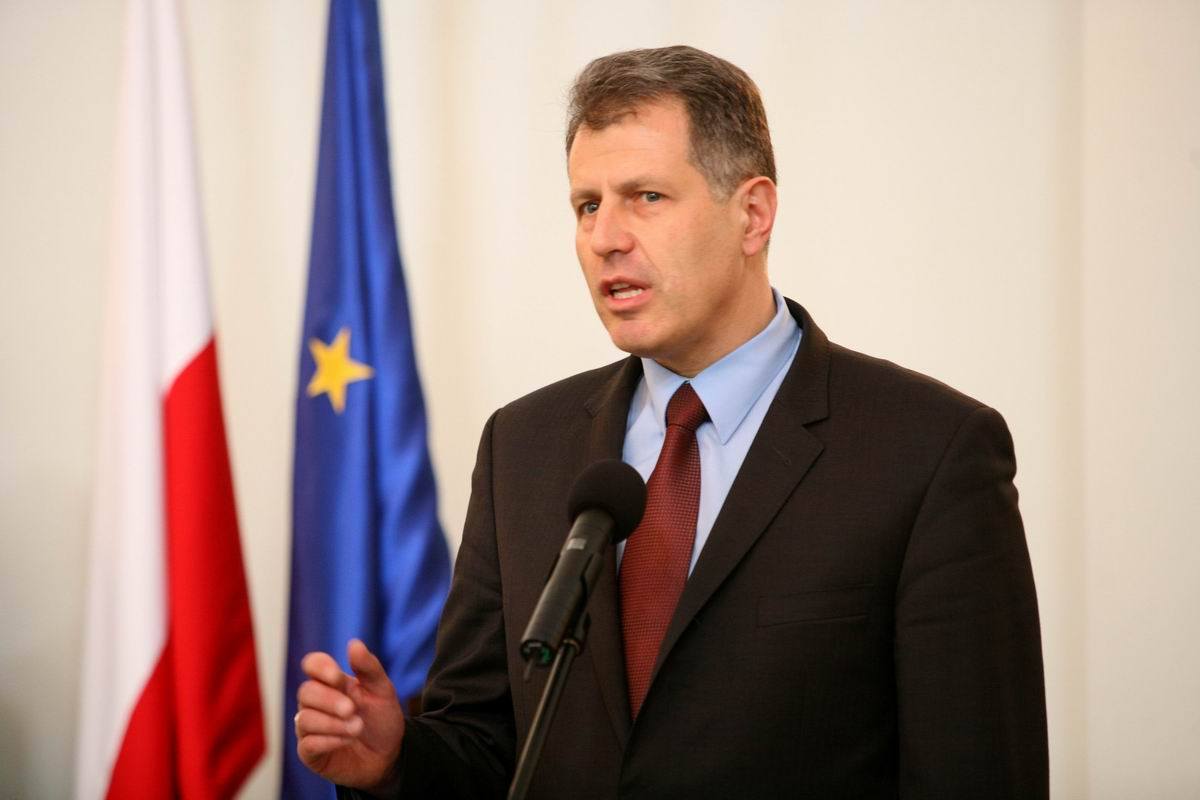
Władysław Stasiak
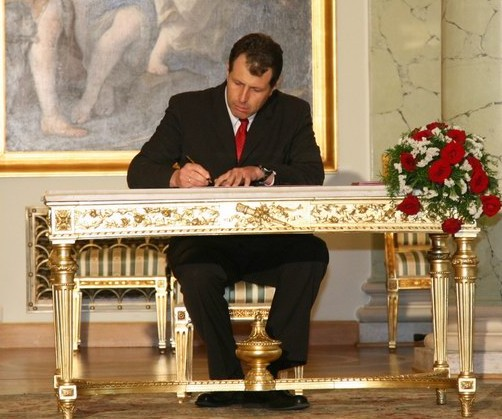
Władysław Stasiak
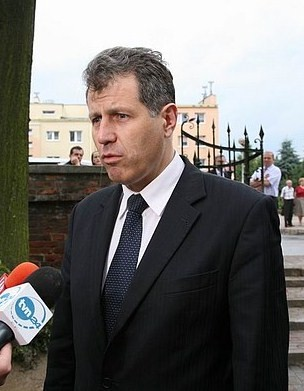
Władysław Stasiak
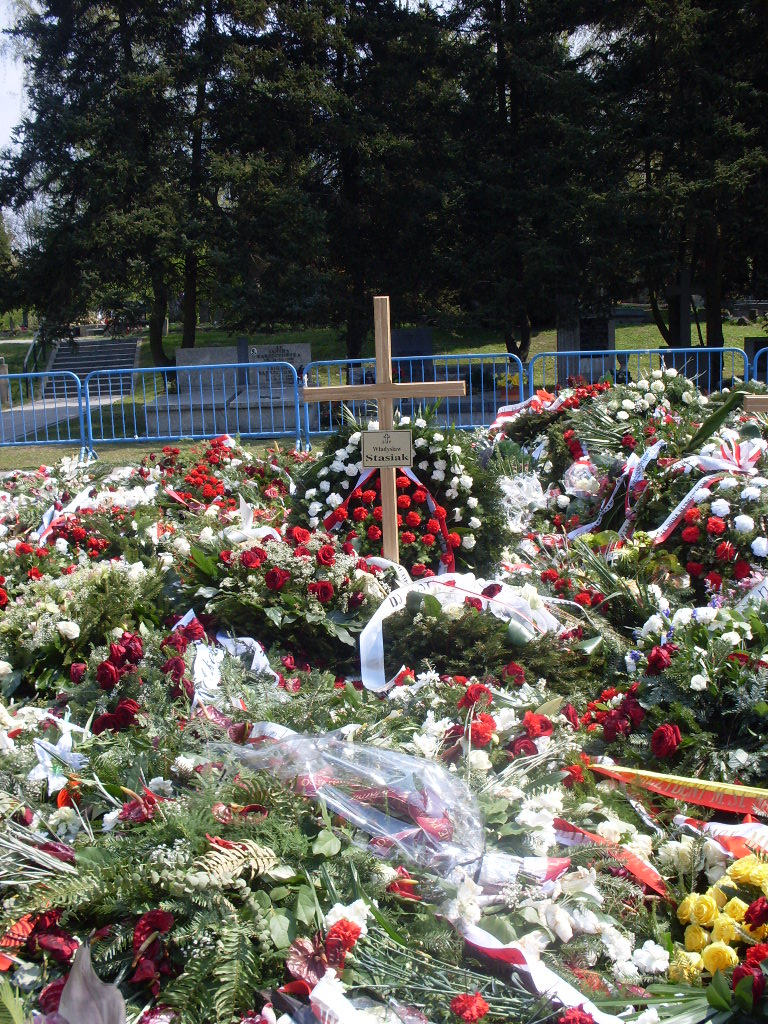
Hrob Władysława Stasiaka s květinami na Powązkach
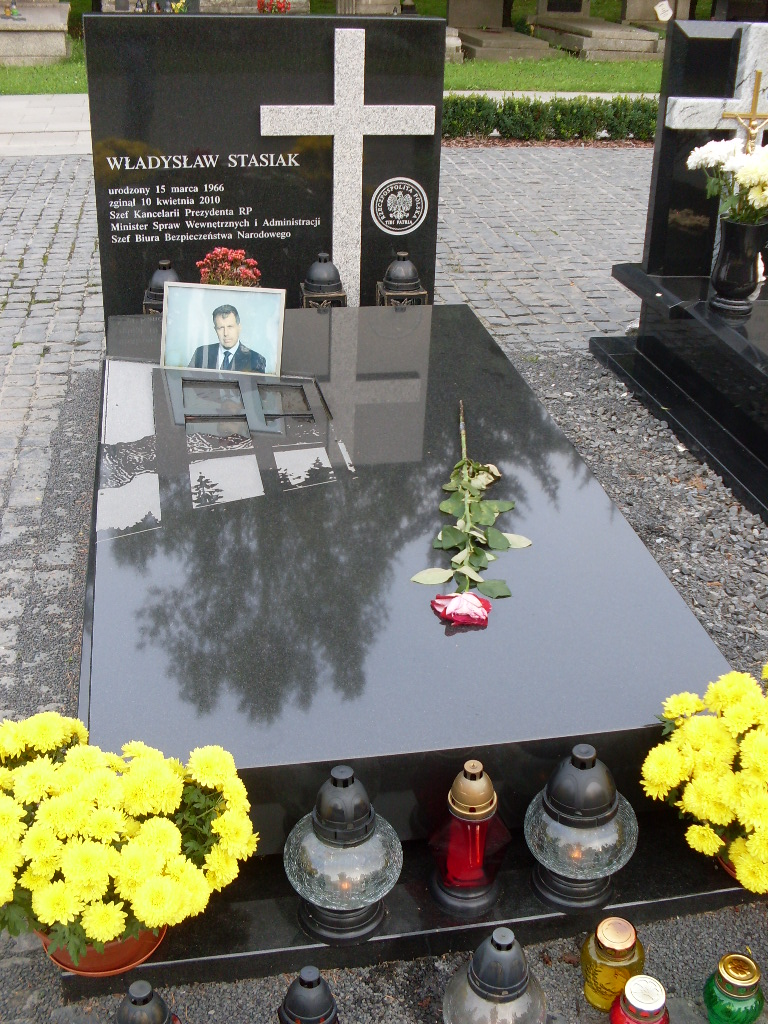
Jeho hrob ve Varšavě